# Győző Kulcsár
Győző Kulcsár (Budapest, 18 de octubre de 1940-Budapest, 19 de septiembre de 2018) fue un deportista húnagro que compitió en esgrima, especialista en la modalidad de espada.
Participó en cuatro Juegos Olímpicos de Verano entre los años 1964 y 1976, obteniendo en total seis medallas: oro en Tokio 1964, dos oros en México 1968, oro y bronce en Múnich 1972 y bronce en Montreal 1976. Ganó nueve medallas en el Campeonato Mundial de Esgrima entre los años 1963 y 1978.

## Palmarés internacional
| Juegos Olímpicos   | Juegos Olímpicos          | Juegos Olímpicos  | Juegos Olímpicos   |
| Año                | Lugar                     | Medalla           | Prueba             |
| ------------------ | ------------------------- | ----------------- | ------------------ |
| 1964               | Tokio (Japón)             | Medalla de oro    | Espada por equipos |
| 1968               | Ciudad de México (México) | Medalla de oro    | Espada individual  |
| 1968               | Ciudad de México (México) | Medalla de oro    | Espada por equipos |
| 1972               | Múnich (RFA)              | Medalla de oro    | Espada por equipos |
| 1972               | Múnich (RFA)              | Medalla de bronce | Espada individual  |
| 1976               | Montreal (Canadá)         | Medalla de bronce | Espada individual  |
| Campeonato Mundial |                           |                   |                    |
| Año                | Lugar                     | Medalla           | Prueba             |
| 1963               | Danzig (Polonia)          | Medalla de bronce | Espada por equipos |
| 1967               | Montreal (Canadá)         | Medalla de bronce | Espada por equipos |
| 1969               | La Habana (Cuba)          | Medalla de plata  | Espada por equipos |
| 1970               | Ankara (Turquía)          | Medalla de oro    | Espada por equipos |
| 1971               | Viena (Austria)           | Medalla de oro    | Espada por equipos |
| 1973               | Gotemburgo (Suecia)       | Medalla de plata  | Espada por equipos |
| 1974               | Grenoble (Francia)        | Medalla de bronce | Espada por equipos |
| 1975               | Budapest (Hungría)        | Medalla de bronce | Espada por equipos |
| 1978               | Hamburgo (RFA)            | Medalla de oro    | Espada por equipos |